# ジェームズ・バーナード (アイルランド庶民院議員)
ジェームズ・バーナード（英語: James Bernard、1729年12月8日 - 1790年7月7日）は、アイルランド王国の政治家でバンドン伯爵家の先祖。

## 生涯
ノース・ラッドロー・バーナード（North Ludlow Bernard、1705年4月15日 – ?、フランシス・バーナードの三男）と妻ローズ（Rose、旧姓エックリン（Echlin）、ジョン・エックリンの娘）の次男として、1729年12月8日に生まれた。
1768年に経営者の1人として銀行のウォーレン・バーナード・アンド・カンパニー（Warren, Bernard & Co.）を起業したが、1784年に倒産、以降会社にまつわる裁判が数十年続き、1820年代になってようやく決着した。
1781年から1790年まで、コーク・カウンティ選挙区の代表としてアイルランド庶民院議員を務めた。
1790年7月9日に死去した。

## 家族
1752年、エスター・スミス（Esther Smyth、1780年没、パーシー・スミスの娘、ロバート・グーキンの未亡人）と結婚、1男5女をもうけた。
- フランシス（1755年11月26日 – 1830年11月26日） - アイルランド庶民院議員、初代バンドン男爵、初代バンドン子爵、初代バンドン伯爵[1]
- ローズ（1758年3月8日 – 1810年5月26日） - 1773年11月、初代リヴァーズデイル男爵ウィリアム・トンソン（1724年5月3日 – 1787年12月4日）と結婚、子供あり。1792年10月18日、ジェームズ・ミラード（James Millard、1804年7月23日没）と再婚[4]、子供あり[1]
- エスター（1759年3月17日 – ?） - 1775年12月2日、サンプソン・スターウェル（Sampson Stawell）と結婚、子供あり[1]
- メアリー（1760年 – 1825年11月14日） - 1778年、第2代準男爵サー・オーガスタス・ウォーレンと結婚、子供あり[1]
- シャーロット（1764年 – 1835年9月2日） - 1785年9月3日、第2代ドナラル子爵ヘイズ・セント・レジャー（1819年11月8日没）と結婚、子供あり[5]
- エリザベス - 1785年、リチャード・アクロム（Richard Acklom）と結婚、1女をもうけた[1]